# Royal Athletic Park
Le Royal Athletic Park est un stade de football à multi-usages, principalement utilisé pour les rencontres de baseball et plus occasionnellement de soccer (football).
Il est basé à Victoria, en Colombie-Britannique, au Canada.
Le Stage a une capacité de 4,247 sièges permanents et une capacité d'accueil de 25 453 sièges temporaires. Il a été construit en 1967 et accueille les rencontres à domicile du club des Victoria Seals en Golden Baseball League (Ligue de baseball panaméricaine) et du club de football de Victoria United.

## Histoire
L'enceinte a accueilli des rencontres de la Coupe du monde de football des moins de 20 ans en 2007.
En août 2024, le stade sera agrandi pour accueillir un match de la Ligue canadienne de football entre le Rouge et Noire d'Ottawa et les Lions de la Colombie-Britannique.